# Битва за Кавказ (1942—1943)
Битва за Кавказ (25 липня 1942 — 9 жовтня 1943) — битва збройних сил нацистської Німеччини, Румунії і Словаччини проти СРСР під час Німецько-радянської війни за контроль над Кавказом.

## Загальна характеристика
Битва поділяється на два етапи: наступ німецьких військ (25 липня — 31 грудня 1942) і контрнаступ радянських військ (1 січня — 9 жовтня 1943).
25 липня 1942 гітлерівські війська почали наступ з плацдармів у нижній течії Дону на сальському, ставропольському й краснодарському напрямках. Для виконання плану по захопленню Кавказу (кодова назва — «Едельвейс») німецьке командування виділило групу армій «А» (1-ша і 4-та танкові армії, 17-та німецька польова армія, 3-тя румунська армія, частина сил 4-го повітряного флоту; командувач — генерал-фельдмаршал В.Ліст). Противнику протистояли війська Південного і частина сил Північно-Кавказького фронтів (51, 37, 12, 18, 56-та армії і 4-та повітряна армія). Під натиском переважаючих сил противника радянські війська змушені були відійти на південь і південний схід. Становище на Північному Кавказу вкрай загострилося.
Восени 1942 німецькі війська зайняли велику частину Кубані і Північного Кавказу, проте після поразки під Сталінградом були вимушені відступити через загрозу оточення. У 1943 радянському командуванню не вдалося ні замкнути німецькі частини на Кубані, ні нанести їм рішучої поразки: танкові частини Вермахту (1-ша танкова армія) були виведені з Кубані в Україну в січні 1943, а піхотні (17-та армія) були вивезені з Таманського півострова до Криму в жовтні.
Реальна і передбачувана співпраця з окупантами послугувала причиною депортації ряду народів Північного Кавказу до Сибіру і Казахстану.

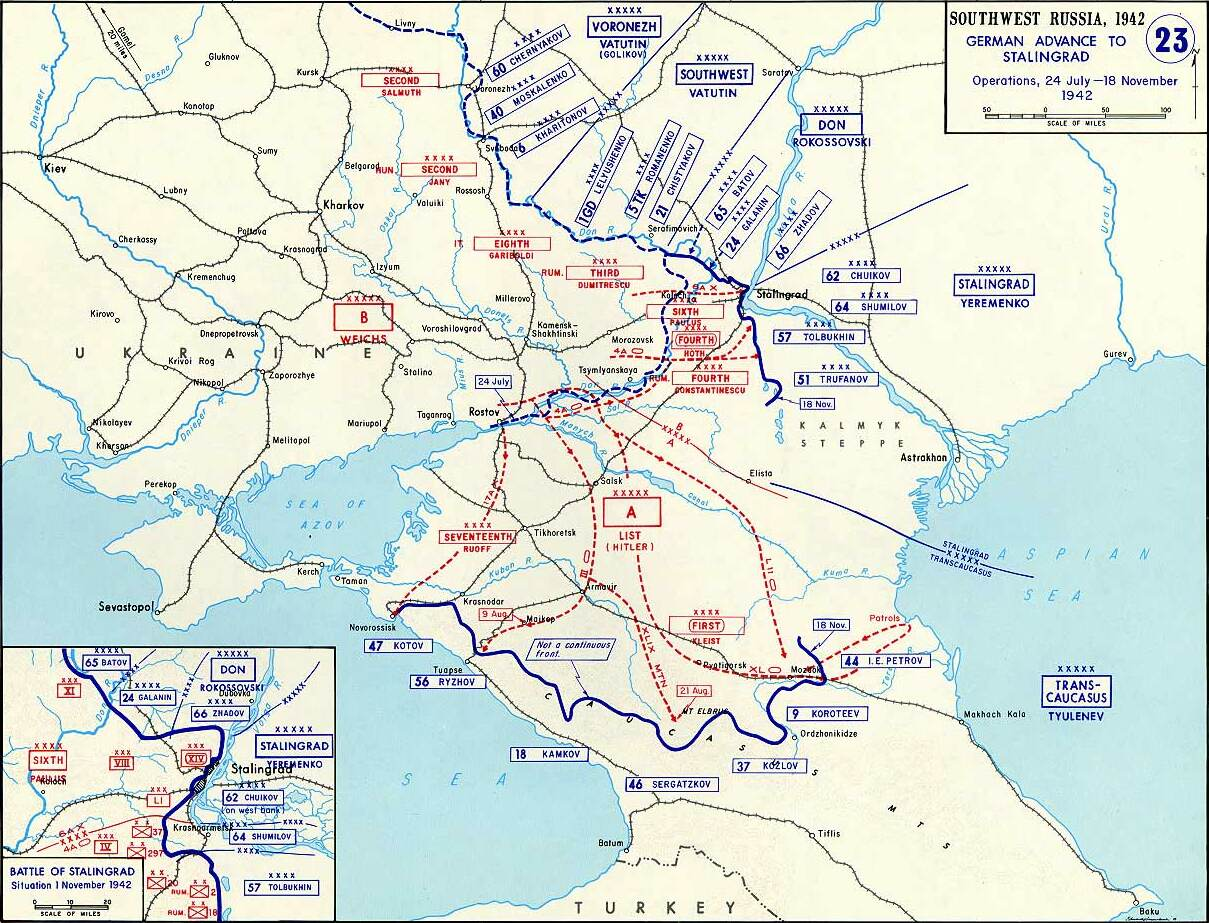
Наступ німецьких військ. Липень — листопад 1942

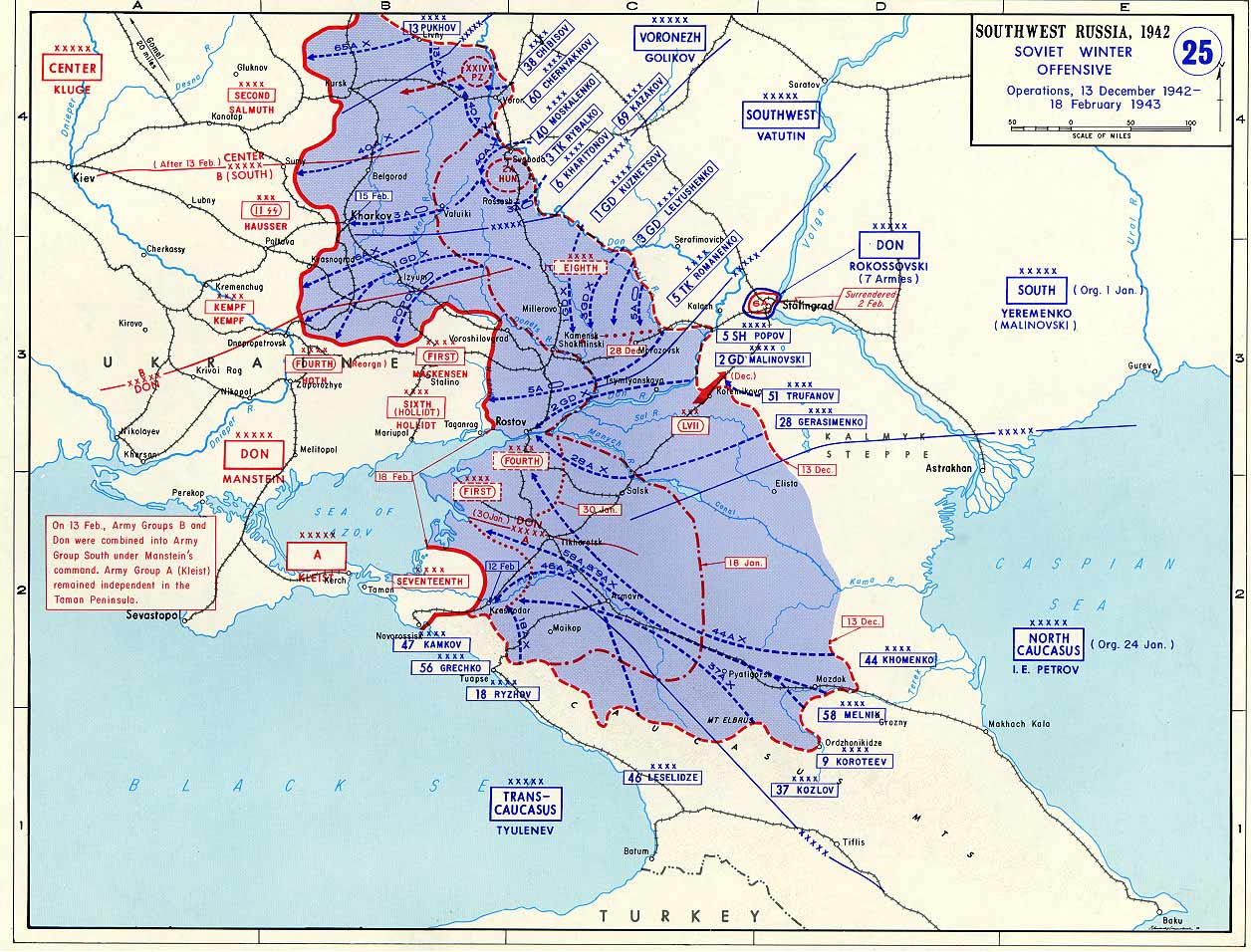
Контрнаступ радянських військ. 13 грудня 1942 — 18 лютого 1943

## Галерея

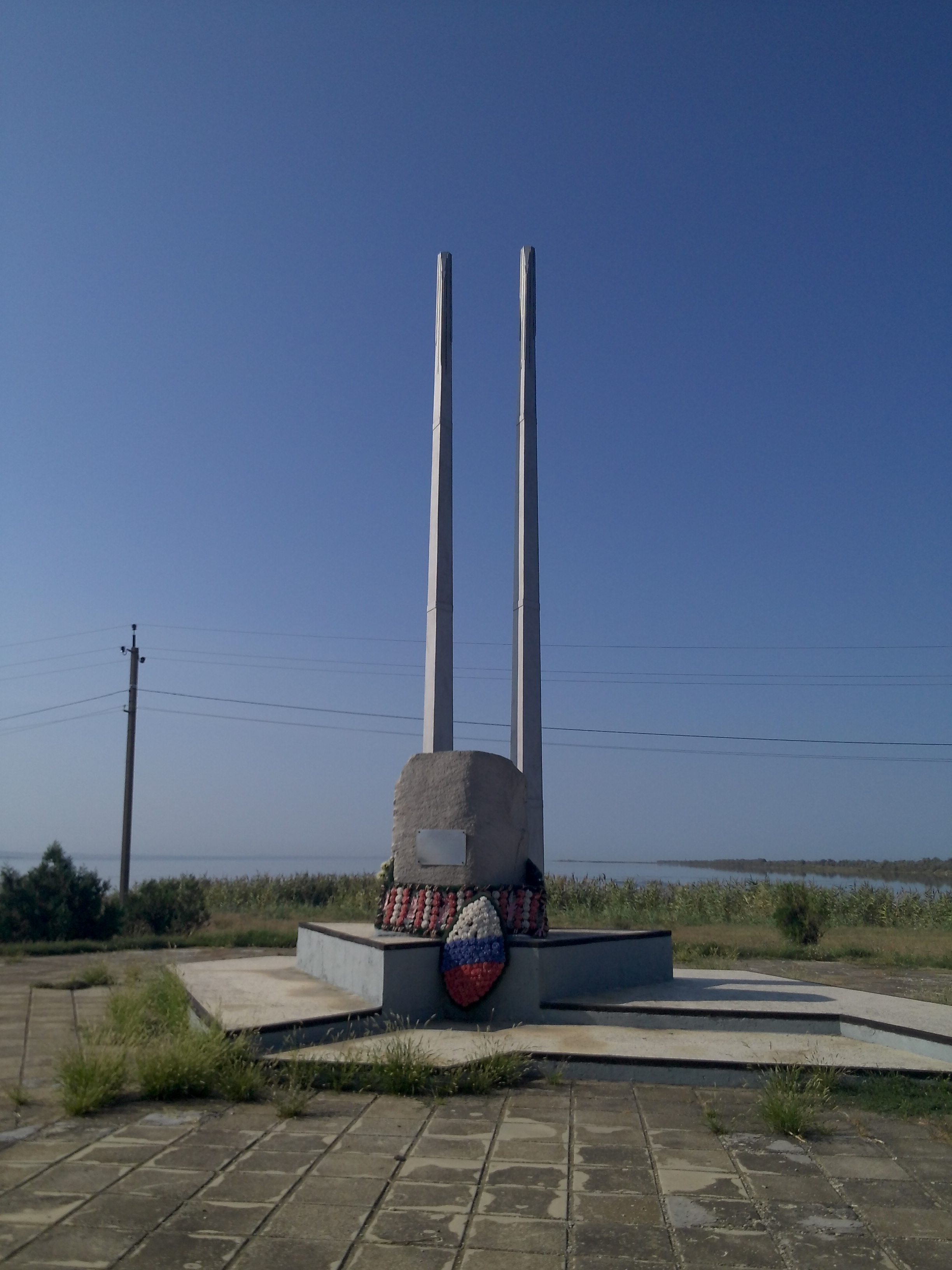
Монумент в честь воїнів-визволителів Таманського півострова, Кубані та Північного Кавказу в районі коси Чушка
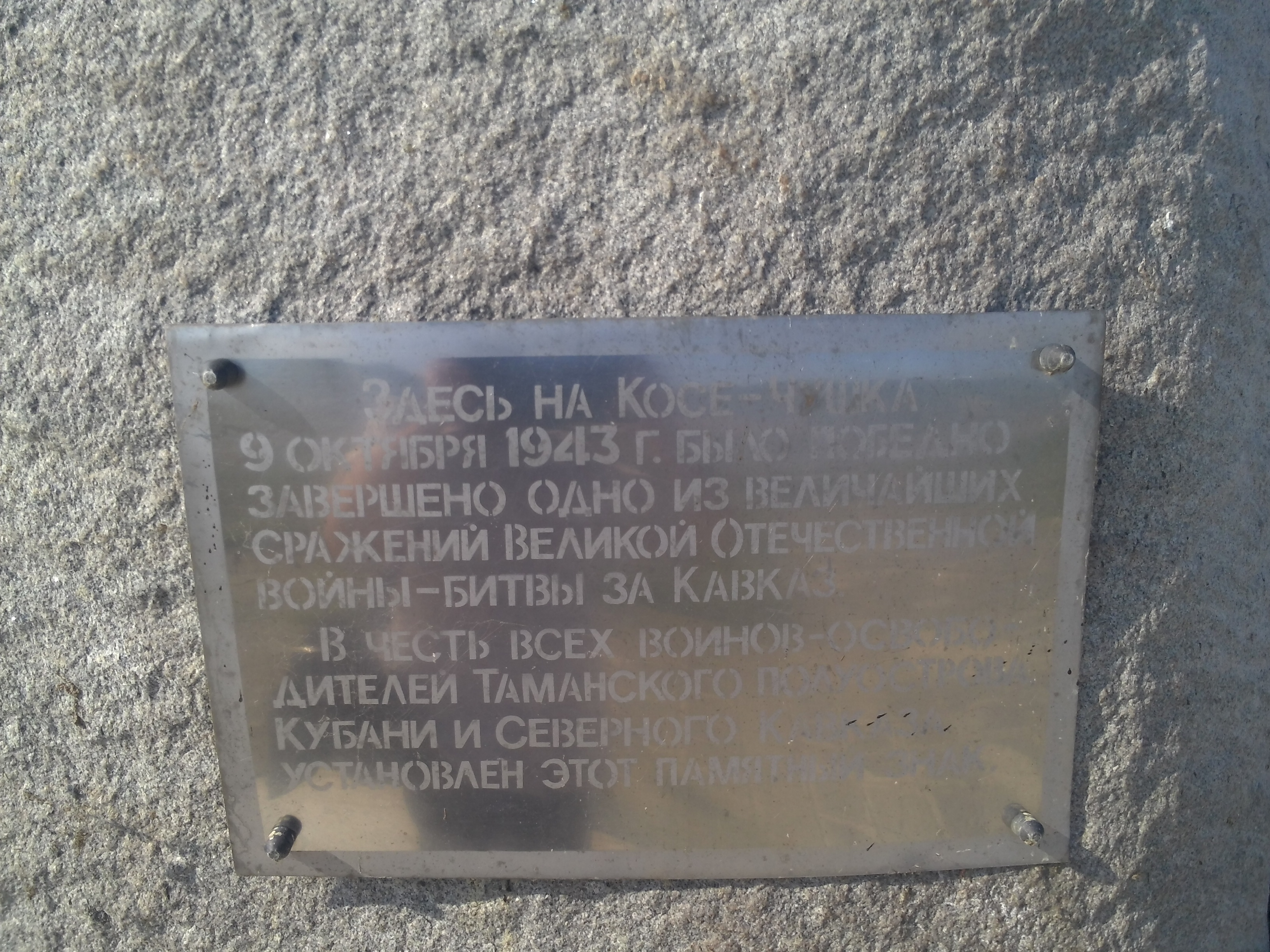
Інформаційна таблиця на пам'ятнику (в районі коси Чушка, с-ще Ілліч)
Українські альпіністи на перевалі Чиперазау біля пам'ятника захисникам Кавказу

.